# SD Atlético Nacional
Sociedad Deportiva Atlético Nacional – panamski klub piłkarski z siedzibą w stołecznym mieście Panama, stolicy prowincji Panama.
Obecnie (od 2017) występuje na drugim szczeblu rozgrywek – Liga Nacional de Ascenso. Domowe mecze rozgrywa na obiekcie Estadio Maracaná.

## Historia
Klub został założony w 1995 roku, od samego początku aż do dziś jest administrowany przez Policía Nacional de Panamá – narodową policję panamską. Od razu został zaproszony do rozgrywek profesjonalnej ligi panamskiej – ANAPROF, w których bez większych sukcesów rywalizował w latach 1995–2001. Po sezonie 2001 został karnie relegowany do drugiej ligi ze względu na problemy proceduralne. Aby ominąć limit obcokrajowców, klub nielegalnie zarejestrował kolumbijskiego zawodnika Luisa Palaciosa jako Panamczyka, w konsekwencji czego władze ligi ukarały zespół walkowerami we wszystkich spotkaniach, w których brał udział Palacios.
W późniejszym czasie klub został reaktywowany pod nazwą CD Policía Nacional. W 2005 roku wygrał rozgrywki drugiej ligi panamskiej, pokonując w finale Atalantę (1:0) i powrócił do najwyższej klasy rozgrywkowej. Już po upływie sezonu spadł jednak z powrotem do drugiej ligi, zaś w 2008 roku powrócił do nazwy SD Atlético Nacional. W 2015 roku kolejny raz awansował do pierwszej ligi, po pokonaniu w finale drugiej ligi SUNTRACS (3:0). Tym razem występował w niej w latach 2015–2017, po czym zanotował relegację do drugiej ligi.